# 顏懿姬
顔懿姬，春秋时期鲁国人，齐国国君齊靈公的夫人。
顔懿姬是鲁国公族，出自颜氏，齊靈公在鲁国娶顔懿姬，顔懿姬没有儿子，说明齊靈公没有嫡子。顔懿姬的侄女鬷聲姬生公子光，立为太子。齊靈公晚年想要立妾室仲子的儿子公子牙，酿成祸乱，公子牙的养母戎子被杀。公子光为齐庄公，在位六年遇弑，最后齊靈公另一个妾室穆孟姬的儿子公子杵臼即位，是为齐景公。顔姬薨，諡懿。